# Жак Фурије
Жак Фурије (енгл. Jaque Fourie; 4. март 1983) професионални је јужноафрички рагбиста, који тренутно игра за Кобелко стилерсе у јапанској топ лиги. Он је универзалан бек, мада му је примарна позиција центар. У најјачој лиги на свету играо је за Лајонсе и Стормерсе. За репрезентацију ЈАР дебитовао је 11. октобра 2003. на светском првенству у групној утакмици против Уругваја и постигао је 1 есеј. На светском првенству 2007. играо је на 6 од 7 утакмица. Играо је свих 80 минута у великом финалу против Енглеске. Окитио се титулом првака Света 2007. Био је у стартној постави "спрингбокса", када су 2009. освојили титулу првака јужне хемисфере. У дресу репрезентације постигао је 32 есеја у 72 утакмице.